# El cas de Ruth Ellis
El cas de Ruth Ellis (títol original en anglès, A Cruel Love: The Ruth Ellis Story) és una sèrie de televisió britànica de drama d'època. Formada per quatre episodis, es va produir per a ITVi és protagonitzada per Lucy Boynton com a Ruth Ellis, l'última dona penjada a la Gran Bretanya, i Toby Jones com el seu advocat John Bickford. Es va estrenar als Estats Units a BritBox el 17 de febrer de 2025. S'ha subtitulat al català per a FilminCAT.

## Sinopsi
Ellis va ser l'última dona executada al Regne Unit. Va ser condemnada per assassinat després del crim a trets del seu amant maltractador.

## Producció
Silverprint Pictures va produir el projecte per a ITVX i es basa en la biografia de Carol Ann Lee, Fine Day For Hanging: The Real Ruth Ellis Story. Segons la directora creativa de Silverprint, Kate Bartlett, la sèrie va sorgir quan un dels nets d'Ellis li va explicar l'existència del llibre. El guió va ser escrit per Kelly Jones, amb Angie Daniell com a productora i Lee Haven Jones dirigint-ne els quatre episodis.
La sèrie es titulava originalment Ruth, però el 19 de febrer de 2024, ITV va anunciar el canvi de nom de la sèrie a A Cruel Love: The Ruth Ellis Story i va publicar una primera imatge de Lucy Boynton interpretant el personatge d'Ellis.

### Càsting
El juny de 2023, Lucy Boynton va ser escollida com a Ruth Ellis. El setembre de 2023 es va revelar que el repartiment també inclouria Toby Jones, Laurie Davidson, Mark Stanley, Joe Armstrong, Arthur Darvill, Juliet Stevenson i Toby Stephens.

### Rodatge
El rodatge a l'estudi es va gravar als Troubadour Meridian Water Studios el setembre de 2023. El rodatge en exteriors va tenir lloc l'octubre de 2023, i es van rodar escenes al pub The Magdala i a l'antic magistrates court de Hampstead, on va ser processada la veritable Ruth Ellis. Les escenes que tenien lloc a la presó de Holloway es van filmar a la drassana històrica de Chatham, a Kent (representant l'entrada) i a la presó de Dorchester (per a la resta de la presó). Les escenes que tenien lloc a l'Old Bailey es van filmar principalment en una reconstrucció dels seus interiors a la University College School (de nou a Hampstead), tot i que l'interior real apareix en algunes escenes.
Les escenes de la sala del judici es van filmar d'acord amb els documents originals del judici; tot i que aquesta recitació literal de les transcripcions era un requisit legal més que no pas una decisió creativa deliberada. Tant Bartlett com Boynton van considerar que, tot i això, servia per millorar la precisió factual i l'aspecte emocional de la sèrie.

## Estrena
La sèrie es va estrenar per primera vegada a través del servei BritBox; els dos primers episodis es van estrenar el 17 de febrer de 2025 i els dos episodis restants els dilluns següents. La sèrie va començar a emetre's setmanalment a ITV1 del 5 al 26 de març de 2025, i també es va estrenar en estríming a ITVX el 5 de març.